# Episodi di Casa Vianello (settima stagione)
La settima stagione della sitcom Casa Vianello, composta da 20 episodi, è stata trasmessa su Canale 5 dal 20 settembre 1998 al 31 gennaio 1999.
| nº | Titolo                             | Prima TV          |
| -- | ---------------------------------- | ----------------- |
| 1  | Lo spogliarello                    | 20 settembre 1998 |
| 2  | Nostalghia                         | 27 settembre 1998 |
| 3  | La mummia                          | 4 ottobre 1998    |
| 4  | Lettere d'amore                    | 11 ottobre 1998   |
| 5  | Il divorzio                        | 18 ottobre 1998   |
| 6  | Il gioco                           | 25 ottobre 1998   |
| 7  | Corrispondenze pericolose          | 1 novembre 1998   |
| 8  | Il cuore è uno zingaro             | 8 novembre 1998   |
| 9  | Attenti al cane                    | 15 novembre 1998  |
| 10 | Doppia personalità                 | 22 novembre 1998  |
| 11 | Caro Pasquale                      | 29 novembre 1998  |
| 12 | Sandra e la New Age                | 6 dicembre 1998   |
| 13 | Sesso in pillole                   | 13 dicembre 1998  |
| 14 | Scoop                              | 20 dicembre 1998  |
| 15 | Adotta un anziano                  | 27 dicembre 1998  |
| 16 | A Natale siamo (quasi) tutti buoni | 3 gennaio 1999    |
| 17 | Il provolone                       | 10 gennaio 1999   |
| 18 | Impara l'arte                      | 17 gennaio 1999   |
| 19 | Fans club                          | 24 gennaio 1999   |
| 20 | La baby sitter                     | 31 gennaio 1999   |

## Lo spogliarello
Checchi, l'inquilino del secondo piano, tormenta tutto il condominio con le sue richieste di beneficenza. La sua ultima idea è uno spogliarello degli inquilini uomini e Raimondo è contrario ma cambia idea quando un'altra inquilina, Kate, mostra il suo disappunto e dice che anche lei farà lo spogliarello.

## Nostalghia
Raimondo conosce la nuova inquilina dell'appartamento di fronte al suo: una fotomodella russa di nome Natasha. Si documenta subito sulla Russia e la invita a cena ma in realtà Natasha è in Italia con Boris, un trafficante di armi senza scrupoli, il quale deve vendere una certa quantità di uranio a un cliente.

## La mummia
Sandra visita il museo archeologico vicino a casa perché c'è una mostra sull'Antico Egitto e, tornata a casa, dice a Raimondo di avere ora una passione per l'Egitto. Raimondo gliela fa passare in fretta e Sandra decide di organizzare un corso di pronto soccorso in casa Vianello dopo aver ricevuto una visita da Kate. Raimondo, anche stavolta, smonta Sandra ma cambia idea quando scopre che Kate fa l'infermiera volontaria due volte ogni settimana ed è lei a dover partecipare al corso di pronto soccorso come insegnante.

## Lettere d'amore
Mentre Raimondo scrive all'amministratore del condominio una lettera di lamentele per il riscaldamento, Sandra scrive una lettera d'amore su commissione.

## Il divorzio
Sandra decide di concedere il divorzio a Raimondo, a condizione che rimanga segreto. Raimondo lo comunica prima ad Arturo e poi al portiere per capire le abitudini di Kate.

## Il gioco
Per il compleanno di Raimondo, Sandra vuole far vivere a suo marito un'esperienza che lo stravolga e si rivolge all'agenzia Reality Tour che organizza vacanze in posti orribili ed esperienze particolari. Sandra così aderisce a una specie di 'Scherzi a parte' senza le telecamere che vivrà con Raimondo.

## Corrispondenze pericolose
Da qualche tempo Sandra ha instaurato un rapporto epistolare con alcuni criminali fra cui Tano, uno spietato latitante siciliano. Quando Raimondo lo scopre, va su tutte le furie e decide di travestirsi da Tano per dare una lezione alla moglie.

## Il cuore è uno zingaro
Raimondo, scambiato per Edmondo Vianello, un allenatore di calcio emergente, riceve la proposta di diventare allenatore della nazionale del Bambia, una nazione africana. Durante una riunione a casa sua con i delegati africani, questi ultimi dettano come condizione che il nuovo allenatore non deve essere sposato. Raimondo mente ma è spiato dalla tata e così lei e Sandra gli rompono le uova nel paniere davanti al Presidente della nazione africana, arrivato per firmare il contratto.

## Attenti al cane
Per fare colpo su Kate, Raimondo prende in affitto un cagnolino della stessa razza di quello della ragazza così da poterla corteggiare con la scusa di far accoppiare i due animali. L'impresa però non è così semplice e Raimondo si trova a dover affrontare diversi guastafeste, tra cui il padrone del cane affittato, la tata e un'amica di Sandra.

## Doppia personalità
Sandra ha regalato a Gianmarco un gioco da tavola simile al piccolo chimico per stimolare la sua intelligenza e il bambino crea un intruglio che fa bere a Raimondo. La bibita ha degli effetti devastanti perché Raimondo comincia ad alternare due personalità diverse: una è quella del solito Raimondo, l'altra è quella di un pericoloso assassino psicopatico. In realtà però è tutto un sogno perché la bibita conteneva un potentissimo sonnifero.

## Caro Pasquale
Per fare un piacere a un'amica, Sandra ha accettato di badare per qualche giorno ad un pappagallo chiamato Pasquale, ma l'animale è molto molesto e così i Vianello decidono di affibbiarlo alla signora Barbara, una zitella che abita al piano di sotto. Tuttavia Raimondo scopre casualmente che a Kate piacciono molto i pappagalli e così cerca di entrare nell'appartamento di Barbara per riprendersi il pappagallo.

## Sandra e la New Age
Raimondo, rientrando a casa, sbatte il ginocchio contro una piramide di ferro che Sandra ha messo al centro del salotto seguendo un suo nuovo entusiasmo: la New Age.

## Sesso in pillole
Un amico regala a Raimondo un flacone di "pillole del sesso", uno strepitoso ritrovato che procura un'irrefrenabile potenza sessuale a chiunque le assuma. Nel frattempo Sandra ha invitato a casa due amiche: Rita, una signora di mezza età e Eva, una donna giovane e avvenente. Raimondo decide allora di sperimentare le pillole sciogliendole nella bevanda di Eva, ma per sbaglio la tata scambia i bicchieri delle due ospiti.

## Scoop
Una giornalista amica di Sandra si ferma in incognito a casa Vianello per un servizio sulla coppia più longeva dello spettacolo italiano.

## Adotta un anziano
Il comune ha promosso un'importante iniziativa di volontariato, che permette di prendersi cura di una persona anziana. Kate parla di questo progetto a Raimondo e lui decide di collaborare per fare colpo sulla ragazza. 

## A Natale siamo (quasi) tutti buoni
Sandra incontra casualmente un ex vicino di casa che ha la fama di essere uno iettatore e così, presa dalla compassione, lo invita a pranzo a casa sua il giorno di Natale. La sua decisione però viene fortemente osteggiata sia dalla tata, che crede alle voci sul conto dell'uomo, sia da Raimondo, che non vuole gente in casa in quanto sta concludendo un affare lavorativo.

## Il provolone
Sandra e le sue amiche fondano un'associazione contro gli uomini che ci provano sempre. Raimondo non perde occasione per corteggiare Kate. 

## Impara l'arte
Raimondo si è fatto convincere a comprare un'opera d'arte a forma di scopa, ma il suo acquisto non viene capito dagli altri.

## Fans club
Il signor Perrotta, grande ammiratore dei Vianello e presidente del loro fan club, viene ospitato in casa loro per alcuni giorni. Sandra è entusiasta della presenza dell'uomo e si sente piena di energie, mentre Raimondo è molto infastidito, anche perché è impegnato a concludere un affare lavorativo.

## La baby sitter
Con la scusa di trovare una persona che si occupi a tempo pieno di Gianmarco, Raimondo assume una giovane e bella baby-sitter e cerca di sedurla in ogni modo. Grazie all'intervento del bambino, Sandra scopre i piani del marito e decide di vendicarsi.